# هجوم مضاد

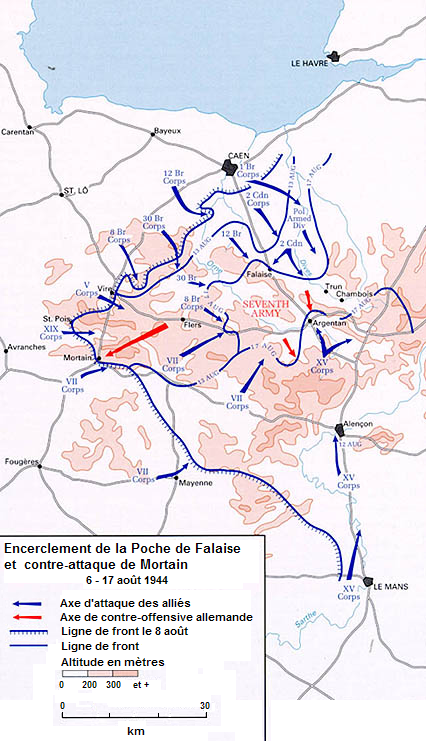

الهجوم المضاد هو تكتيك عسكري تستخدمه القوات المدافعة عن طريق دفع كل أو بعض قواتها لمهاجمة قوات العدو التي تهاجم قطاعتها، الهدف الأساسي من الهجوم المضادة هو احباط هجوم العدو أو استعادة الأراضي التي كانت قد خسرتها في ميدان المعركة. مصطلح الهجوم المضاد يستخدم أيضا في غير المجالات العسكرية مثل السياسة. هناك مقولة نسبت إلى نابليون بونابرت توضح الأهمية التكتيكية للهجوم المضاد: «يحدث الخطر الأكبر خلال لحظة النصر». ومن نفس المنطلق، لاحظ آردانت دو بيك في دراساته المتعلقة بالمعركة أنه «أي جنرال أو قائد فريق، يوظف كل شخص من فريقه في الموقع الهجومي أثناء اقتحام موقع ما، يمكنه التأكد من أنه سيرى الخصم يستعيد هذا الموقع من خلال هجوم مضاد منظم من قبل أربعة رجال وعريف فقط».
الهجوم المضاد هو تكتيك عسكري يُستخدم عندما يدافع أحد الأطراف بنجاح عن هجوم العدو ويبدأ في إجبار العدو على التراجع بهجوم مماثل. من أجل القيام بهجوم مضاد ناجح، يجب على الجانب المدافع أن يضرب العدو بسرعة وبشكل حاسم بعد دفاعه، وذلك بهدف صدم العدو وسحقه. المفهوم الرئيسي للهجوم المضاد هو مهاجمة العدو على غفلة. نجحت العديد من الهجمات المضادة التاريخية لأن العدو لم يكن متيقظًا، ولم يتوقع الهجوم المضاد.

## تحليل الهجمات المضادة التاريخية
في الماضي، كانت هناك العديد من الهجمات المضادة البارزة التي غيرت مجرى الحروب. مثل عملية باغراتيون ومعركة أوسترليتز اللتان يشكلان مثالان جيدان على التنفيذ السليم للهجمات المضادة.

### عملية باغراتيون
تعد عملية باغراتيون التي نُفذت خلال الحرب العالمية الثانية واحدة من أكبر الهجمات المضادة في التاريخ العسكري. ففي صيف عام 1944، نجح الهجوم الذي شنه حوالي 1.7 مليون جندي من الجيش الأحمر في وضعهم على الجبهة الشرقية بعد أن استولت ألمانيا النازية في عملية بارباروسا على هذه الأراضي من الاتحاد السوفيتي في صيف عام 1941.
تركزت الهجمات السوفيتية المضادة على روسيا البيضاء، ولكن قبل بداية الهجوم المضاد، خدع الاتحاد السوفياتي قادة الجيش النازي من خلال دفعهم للاعتقاد بأن الهجوم سيقع ناحية الجنوب، بالقرب من أوكرانيا.
وللمساعدة في الخداع، أنشأ الجيش الأحمر معسكرات عسكرية وهمية في أوكرانيا. وبعد أن أبلغت طائرات الاستطلاع الألمانية عن تمركز القوات السوفيتية في المنطقة، نُقلت فرق المشاة والجنود جنوبًا من روسيا البيضاء، وهو ما جعلها عرضة لهجوم كبير.
لأجل دعم هذا الهجوم، صدرت تعليمات للجماعات الموالية للسوفييت في الأراضي الخاضعة للسيطرة الألمانية بتدمير خطوط السكك الحديدية الألمانية لإعاقة الجهود الألمانية لنقل الإمدادات والقوات في جميع أنحاء الأراضي المحتلة، وبالتالي إضعاف الجيش الألماني المتمركز في أوكرانيا.
في 22 يونيو 1944، بدأ الهجوم على روسيا البيضاء من قبل 1.7 مليون جندي سوفييتي الذين هيمنوا على الجنود المدافعين الألمان المُستنفذين.
في 3 يوليو، استولى الجيش الأحمر على مينسك وحرر فيما بعد بقية روسيا البيضاء.
شكلت عملية باغراتيون نجاحًا ضخمًا للاتحاد السوفيتي وفتحت طريقًا مباشرًا إلى برلين بعد سقوط روسيا البيضاء، وهو ما أدى إلى بدأ الجيش الأحمر في تحرير الأراضي التي استولى عليها الفيرماخت قبل ثلاث سنوات.